# Resolutie 2355 Veiligheidsraad Verenigde Naties
Resolutie 2355 van de Veiligheidsraad van de Verenigde Naties werd unaniem door de VN-Veiligheidsraad aangenomen op 26 mei 2017, en verlengde de AMISOM-vredesmacht van de Afrikaanse Unie (AU) in Somalië met drie maanden.

## Achtergrond
In 1960 werden de voormalige kolonies Brits-Somaliland en Italiaans-Somaliland onafhankelijk, waarna ze werden samengevoegd tot de staat Somalië. In 1969 greep het leger de macht en werd Somalië een socialistisch-islamitisch land. In de jaren 1980 leidde het verzet tegen het totalitair geworden regime tot een burgeroorlog en in 1991 viel het centrale regime. Sindsdien beheersten verschillende groeperingen elk een deel van het land en viel Somalië uit elkaar. Toen milities van de Unie van Islamitische Rechtbanken de hoofdstad Mogadishu veroverden, greep buurland Ethiopië in en heroverde de stad.
In 2007 stuurde de Afrikaanse Unie middels toestemming van de Veiligheidsraad een vredesmacht naar Somalië. In 2008 werd de piraterij voor de kust van Somalië een groot probleem. In september 2012 trad na verkiezingen president Hassan Sheikh Mohamud aan, die met zijn regering de rol van de tijdelijke autoriteiten, die Somalië jarenlang hadden bestuurd, moest overnemen.

## Inhoud
In resolutie 2297 was een beoordeling van AMISOM gevraagd, om zeker te zijn dat de missie klaar was om de politieke fase in Somalië te ondersteunen en mogelijkheden en aanbevelingen hieromtrent te formuleren. Deze beoordeling had vertraging opgelopen, en het rapport werd nu verwacht in juli 2017.
Daarom werd de AU-lidstaten een verlenging van AMISOM toegestaan tot 31 augustus 2017, met ongewijzigd mandaat en hetzelfde troepenplafond van 22 126 manschappen.
Lijst ·  2337 ·  2338 ·  2339 ·  2340 ·  2341 ·  2342 ·  2343 ·  2344 ·  2345 ·  2346 ·  2347 ·  2348 ·  2349 ·  2350 ·  2351 ·  2352 ·  2353 ·  2354 ·  2355 ·  2356 ·  2357 ·  2358 ·  2359 ·  2360 ·  2361 ·  2362 ·  2363 ·  2364 ·  2365 ·  2366 ·  2367 ·  2368 ·  2369 ·  2370 ·  2371 ·  2372 ·  2373 ·  2374 ·  2375 ·  2376 ·  2377 ·  2378 ·  2379 ·  2380 ·  2381 ·  2382 ·  2383 ·  2384 ·  2385 ·  2386 ·  2387 ·  2388 ·  2389 ·  2390 ·  2391 ·  2392 ·  2393 ·  2394 ·  2395 ·  2396 ·  2397